# Mesembryanthemum junceum
Mesembryanthemum junceum är en isörtsväxtart som beskrevs av Adrian Hardy Haworth. Mesembryanthemum junceum ingår i Isörtssläktet som ingår i familjen isörtsväxter. Inga underarter finns listade i Catalogue of Life.